# Formulaire de développements en séries
Ce formulaire de développements en série recense des développements en série de fonctions pour les fonctions de référence (pour la plupart, des séries entières, et quelques séries de Laurent). Elles sont données avec indication du domaine de convergence (le rayon de convergence pour les séries entières) dans le champ complexe ou réel. La notation {\displaystyle D(a,r)} représente la boule ouverte de {\displaystyle \mathbb {C} } centrée en {\displaystyle a} et de rayon {\displaystyle r} et {\displaystyle B_{n}} est le n-ième nombre de Bernoulli.

## Binômes
- {\displaystyle \forall x\in D(0,1),\,{1 \over {1-x}}=\sum _{n=0}^{+{\infty }}{x^{n}}.}
- {\displaystyle \forall x\in \,]-1,1[,\ \forall \alpha \in \mathbb {R} ,\,(1+x)^{\alpha }\,=1\;+\;\sum _{n=1}^{+{\infty }}{{\frac {\alpha \,(\alpha -1)\ldots (\alpha -n+1)}{n!}}\,x^{n}}.}[1]

En particulier :
- {\displaystyle \forall x\in \mathbb {R} ,\,\forall m\in \mathbb {N} ,\,(1+x)^{m}\,=1\;+\;\sum _{n=1}^{m}{{\frac {m\,(m-1)\ldots (m-n+1)}{n!}}\,x^{n}}=\sum _{n=0}^{m}{{m \choose n}\,x^{n}}.}

- {\displaystyle \forall x\in \,[-1,1],\ {\sqrt {1+x}}\,=\sum _{n=0}^{+{\infty }}{{\frac {(-1)^{n+1}}{2n-1}}{\frac {\binom {2n}{n}}{2^{2n}}}\,x^{n}}.}
- {\displaystyle \forall x\in \,]-1,1[,\ \forall \alpha \in \mathbb {R} ,\,{\frac {1}{(1-x)^{\alpha }}}\,=1\;+\;\sum _{n=1}^{+{\infty }}{{\frac {\alpha \,(\alpha +1)\ldots (\alpha +n-1)}{n!}}\,x^{n}}.}
- {\displaystyle \forall x\in \,]-1,1[,\ \forall m\in \mathbb {N} ^{*},\,{\frac {1}{(1-x)^{m}}}\,=\sum _{n=0}^{+{\infty }}{{\binom {m+n-1}{n}}\,x^{n}}} (formule du binôme négatif).
- {\displaystyle \forall x\in \,[-1,1[,\ {\frac {1}{\sqrt {1-x}}}\,=\sum _{n=0}^{+{\infty }}{{\frac {\binom {2n}{n}}{2^{2n}}}\,x^{n}}.}

## Fonctionsexponentiellesetlogarithmiques
Pour tout nombre complexe z et tout réel a > 0 :
- {\displaystyle {\rm {e}}^{z}=\sum _{n=0}^{+\infty }{\frac {z^{n}}{n!}}=1+{\frac {z}{1!}}+{\frac {z^{2}}{2!}}+{\frac {z^{3}}{3!}}+{\frac {z^{4}}{4!}}+\cdots }
- {\displaystyle a^{z}={\rm {e}}^{z\ln a}=\sum _{n=0}^{+\infty }{\frac {(\ln a)^{n}}{n!}}{z^{n}}=1+{\frac {\ln a}{1!}}z+{\frac {(\ln a)^{2}}{2!}}z^{2}+{\frac {(\ln a)^{3}}{3!}}z^{3}+{\frac {(\ln a)^{4}}{4!}}z^{4}+\cdots }
- {\displaystyle |z|\leq 1{\text{ et }}z\neq -1\Rightarrow \ln(1+z)=\sum _{n=1}^{+\infty }{(-1)^{n+1}{\frac {z^{n}}{n}}}=z-{\frac {z^{2}}{2}}+{\frac {z^{3}}{3}}-{\frac {z^{4}}{4}}+\cdots }[1]

## Fonctions trigonométriquesettrigonométriques réciproques
- {\displaystyle \forall x\in \mathbb {C} ,\,\sin x=\sum _{n=0}^{+{\infty }}(-1)^{n}\,{\frac {x^{2n+1}}{(2\,n+1)!}}=x-{\frac {x^{3}}{3!}}+{\frac {x^{5}}{5!}}-{\frac {x^{7}}{7!}}+\cdots }
- {\displaystyle \forall x\in \mathbb {C} ,\,\cos x=\sum _{n=0}^{+{\infty }}(-1)^{n}\,{\frac {x^{2n}}{(2\,n)!}}=1-{\frac {x^{2}}{2!}}+{\frac {x^{4}}{4!}}-{\frac {x^{6}}{6!}}+\cdots }
- {\displaystyle \forall x\in D(0,{\frac {\pi }{2}}),\tan x=\sum _{n=1}^{+\infty }(-1)^{n-1}\,{\frac {2^{2n}(2^{2n}-1)}{(2n)!}}B_{2n}x^{2n-1}=x+{\frac {1}{3}}x^{3}+{\frac {2}{15}}x^{5}+{\frac {17}{315}}x^{7}+{\frac {62}{2835}}x^{9}+\cdots }
- {\displaystyle \forall x\in \,\left]-{\frac {\pi }{2}},{\frac {\pi }{2}}\right[,\,\tan x={\frac {2}{\pi }}\,\sum _{n=0}^{+{\infty }}\,{\left({\frac {x}{\pi }}\right)}^{2\,n+1}(2^{2\,n+2}-1)\;\zeta (2\,n+2)\quad {\text{avec}}\;\forall p>1,\,\zeta (2p)=\sum _{n=1}^{+{\infty }}\,{\frac {1}{n^{2p}}}={\frac {|B_{2p}|(2\pi )^{2p}}{2(2p)!}}} où {\displaystyle \zeta } est la fonction zêta de Riemann et les {\displaystyle B_{k}} sont les nombres de Bernoulli.
- {\displaystyle \forall x\in D(0,\pi )\setminus \lbrace 0\rbrace ,\cot x={\frac {1}{x}}-\sum _{n=1}^{+\infty }{\frac {2^{2n}}{(2n)!}}B_{2n}x^{2n-1}={\frac {1}{x}}-{\frac {x}{3}}-{\frac {x^{3}}{45}}-{\frac {2x^{5}}{945}}\cdots }
- {\displaystyle \forall x\in [-1,1],\,\arcsin x=\sum _{n=0}^{+\infty }{\frac {\binom {2n}{n}}{2^{2n}}}\times {\frac {x^{2n+1}}{2n+1}}=x+{\frac {1}{2\cdot 3}}x^{3}+{\frac {1\cdot 3}{2\cdot 4\cdot 5}}x^{5}+{\frac {1\cdot 3\cdot 5}{2\cdot 4\cdot 6\cdot 7}}x^{7}+...}[1]
- {\displaystyle \forall x\in [-1,1],\,\arccos x={\frac {\pi }{2}}-\arcsin x={\frac {\pi }{2}}-\sum _{n=0}^{+\infty }{\frac {\binom {2n}{n}}{2^{2n}}}\times {\frac {x^{2n+1}}{2n+1}}={\frac {\pi }{2}}-\left(x+{\frac {1}{2\cdot 3}}x^{3}+{\frac {1\cdot 3}{2\cdot 4\cdot 5}}x^{5}+{\frac {1\cdot 3\cdot 5}{2\cdot 4\cdot 6\cdot 7}}x^{7}+\cdots \right)}[1]
- {\displaystyle \forall x\in [-1,1],\arctan x=\sum _{n=0}^{+{\infty }}(-1)^{n}\,{\frac {x^{2\,n+1}}{2\,n+1}}=x-{\frac {x^{3}}{3}}+{\frac {x^{5}}{5}}-{\frac {x^{7}}{7}}+\cdots }[1] et en particulier, pour {\displaystyle x=1}, {\displaystyle \pi =4\,\sum _{n=0}^{+{\infty }}{\frac {(-1)^{n}}{2\,n+1}}}.
- {\displaystyle \forall x\in [-1,1],\operatorname {arccot} x={\frac {\pi }{2}}-\arctan x={\frac {\pi }{2}}-\sum _{n=0}^{+{\infty }}(-1)^{n}\,{\frac {x^{2\,n+1}}{2\,n+1}}={\frac {\pi }{2}}-\left(x-{\frac {x^{3}}{3}}+{\frac {x^{5}}{5}}-{\frac {x^{7}}{7}}+\cdots \right)}
- {\displaystyle \forall x\in [-1,1],\arcsin ^{2}x={\frac {1}{2}}\sum _{n=1}^{\infty }{\frac {(2x)^{2n}}{n^{2}{\binom {2n}{n}}}}=x^{2}+{\frac {x^{4}}{3}}+{\frac {8x^{6}}{45}}+\cdots }

## Fonctions hyperboliquesethyperboliques réciproques
- {\displaystyle \forall x\in \mathbb {C} ,\,\sinh x=\sum _{n=0}^{+\infty }{\frac {x^{2n+1}}{(2\,n+1)!}}=x+{\frac {x^{3}}{3!}}+{\frac {x^{5}}{5!}}+{\frac {x^{7}}{7!}}+\cdots }
- {\displaystyle \forall x\in \mathbb {C} ,\,\cosh x=\sum _{n=0}^{+{\infty }}{\frac {x^{2n}}{(2\,n)!}}=1+{\frac {x^{2}}{2!}}+{\frac {x^{4}}{4!}}+{\frac {x^{6}}{6!}}+\cdots }
- {\displaystyle \forall x\in \left]-{\frac {\pi }{2}},{\frac {\pi }{2}}\right[,\operatorname {tanh} \,x=\sum _{n=1}^{+\infty }{\frac {2^{2n}(2^{2n}-1)}{(2n)!}}B_{2n}x^{2n-1}=x-{\frac {1}{3}}x^{3}+{\frac {2}{15}}x^{5}-{\frac {17}{315}}x^{7}+\cdots }
- {\displaystyle \forall x\in ]0,\pi [,\coth x={\frac {1}{x}}+\sum _{n=1}^{+\infty }{\frac {2^{2n}}{(2n)!}}B_{2n}x^{2n-1}={\frac {1}{x}}+{\frac {1}{3}}x-{\frac {1}{45}}x^{3}+{\frac {2}{945}}x^{5}-\cdots }
- {\displaystyle \forall x\in [-1,1],\,\operatorname {arsinh} \,x=\ln \left(x+{\sqrt {x^{2}+1}}\right)=x+\sum _{n=1}^{+{\infty }}\,(-1)^{n}{\frac {\binom {2n}{n}}{2^{2n}}}\times {\frac {x^{2n+1}}{2\,n+1}}=x-{\frac {1}{2\cdot 3}}x^{3}+{\frac {1\cdot 3}{2\cdot 4\cdot 5}}x^{5}-{\frac {1\cdot 3\cdot 5}{2\cdot 4\cdot 6\cdot 7}}x^{7}+\cdots }
- {\displaystyle \forall x\in [1,+\infty [,\,\operatorname {arcosh} \,x=\ln \left(x+{\sqrt {x^{2}-1}}\right)=\ln(2x)-\sum _{n=1}^{+\infty }\,{\frac {\binom {2n}{n}}{2^{2n}}}\times {\frac {1}{2n\times x^{2n}}}=\ln(2x)-{\frac {1}{2\cdot 2x^{2}}}-{\frac {1\cdot 3}{2\cdot 4\cdot 4x^{4}}}-{\frac {1\cdot 3\cdot 5}{2\cdot 4\cdot 6\cdot 6x^{6}}}-\cdots }
- {\displaystyle \forall x\in ]-1,1[,\,\operatorname {artanh} \,x={\frac {1}{2}}\ln \left({\frac {1+x}{1-x}}\right)=\sum _{n=0}^{+{\infty }}\,{\frac {x^{2n+1}}{2n+1}}=x+{\frac {x^{3}}{3}}+{\frac {x^{5}}{5}}+{\frac {x^{7}}{7}}+\cdots }
- {\displaystyle \forall x\in ]-\infty ,1[\cup ]1,+\infty [,\,\operatorname {arcoth} \,x={\frac {1}{2}}\ln \left({\frac {x+1}{x-1}}\right)=\sum _{n=0}^{+{\infty }}\,{\frac {1}{(2n+1)\times x^{2n+1}}}={\frac {1}{x}}+{\frac {1}{3x^{3}}}+{\frac {1}{5x^{5}}}+{\frac {1}{7x^{7}}}+\cdots }
- {\displaystyle \forall x\in [-1,1],{\text{arsinh}}^{2}x=\sum _{n=1}^{\infty }(-1)^{n+1}{\frac {(2x)^{2n}}{n^{2}{\binom {2n}{n}}}}=x^{2}-{\frac {x^{4}}{3}}+{\frac {8x^{6}}{45}}+\cdots }